# Krakusi

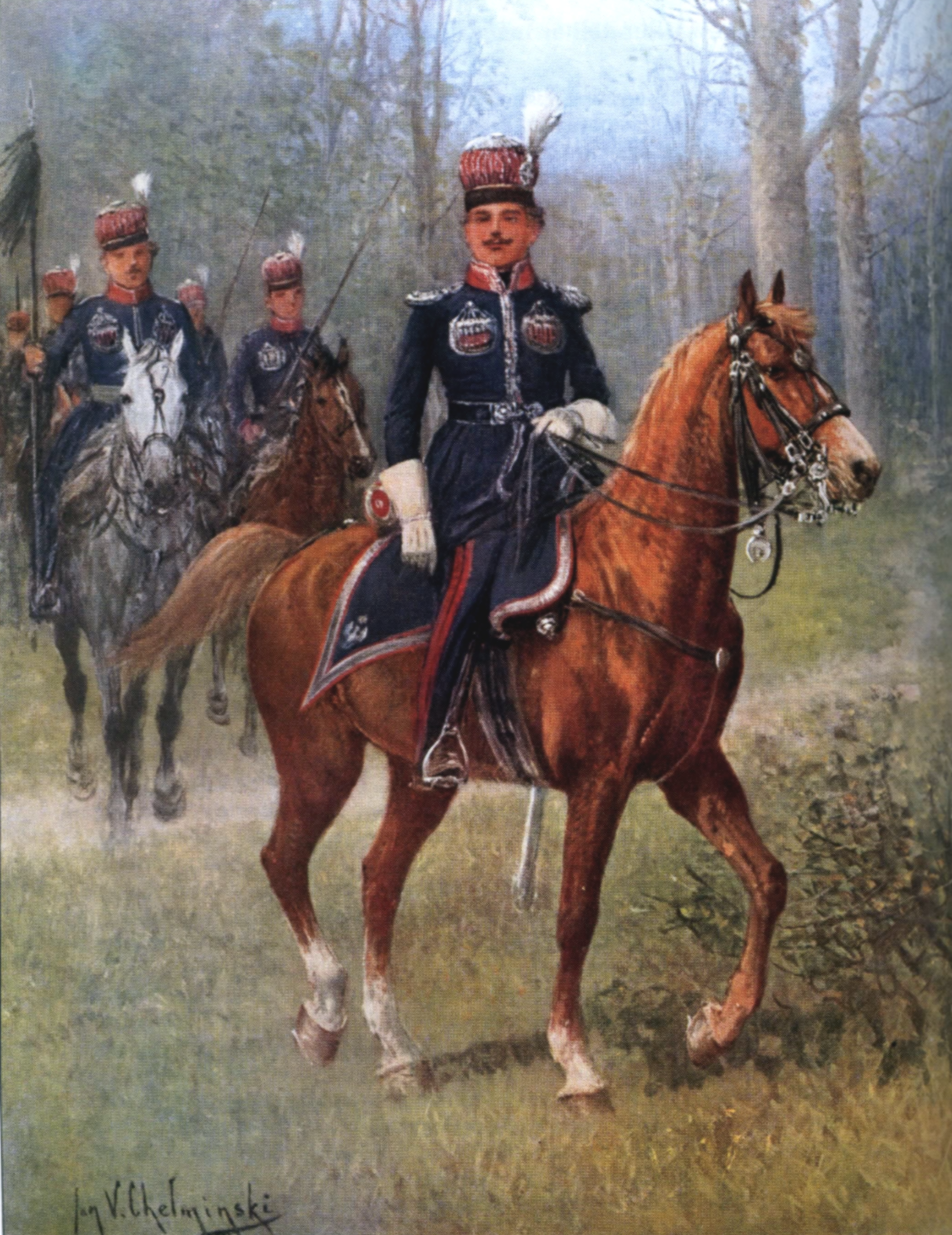
Krakusi Księstwa Warszawskiego

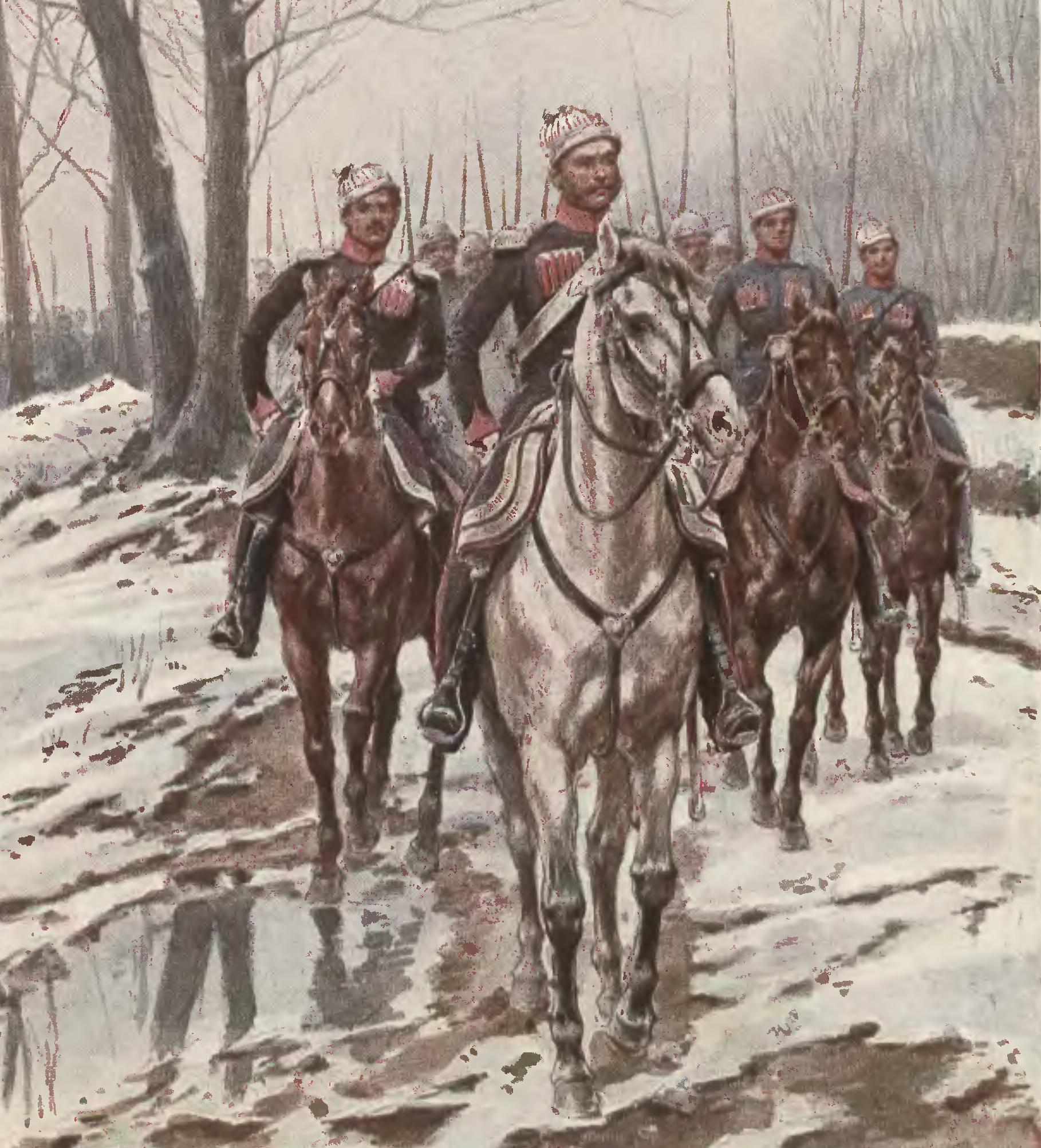
Krakusi w 1814 roku

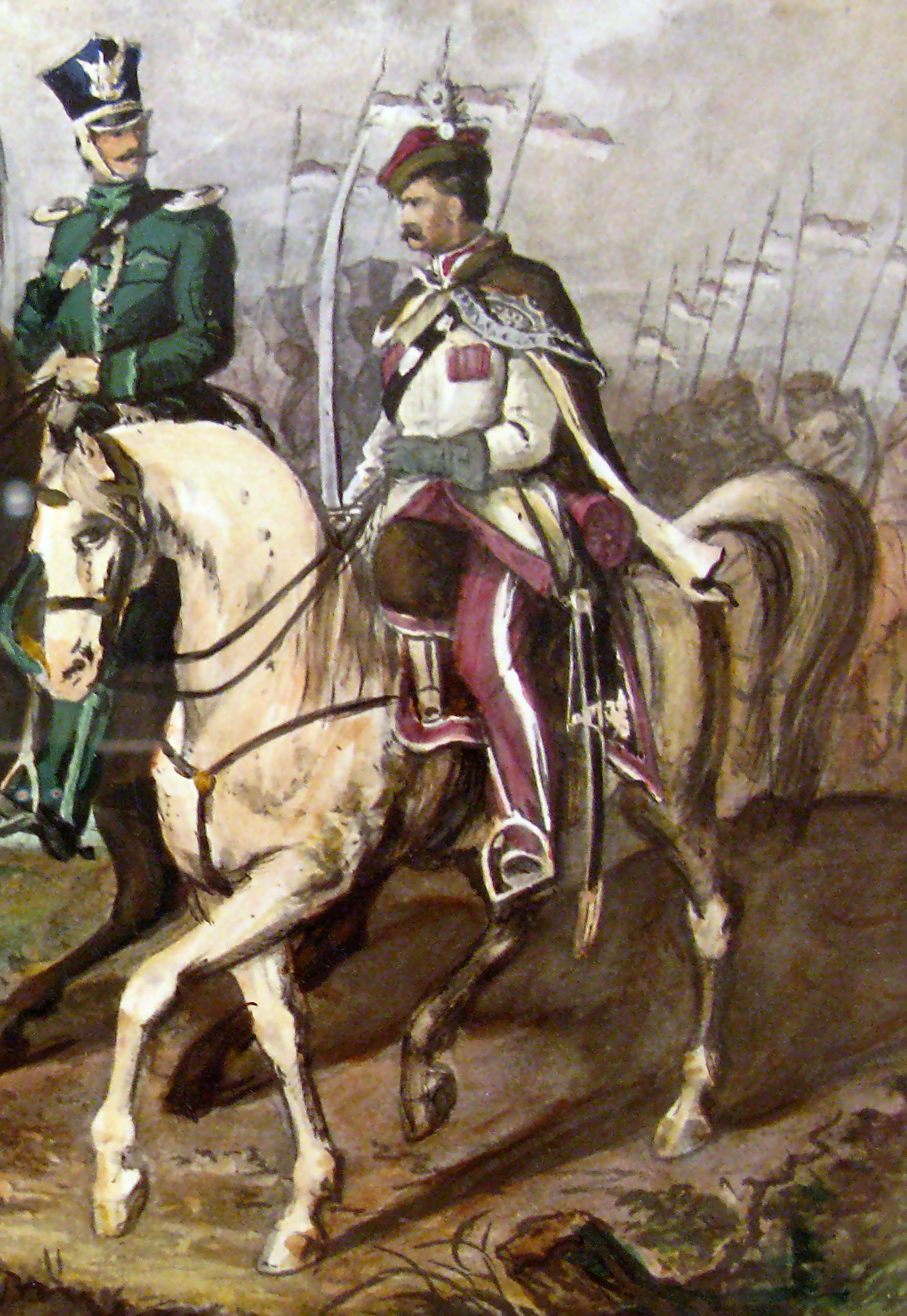
Jeździec 2 Pułku Krakusów Konnych w czasie powstania listopadowego

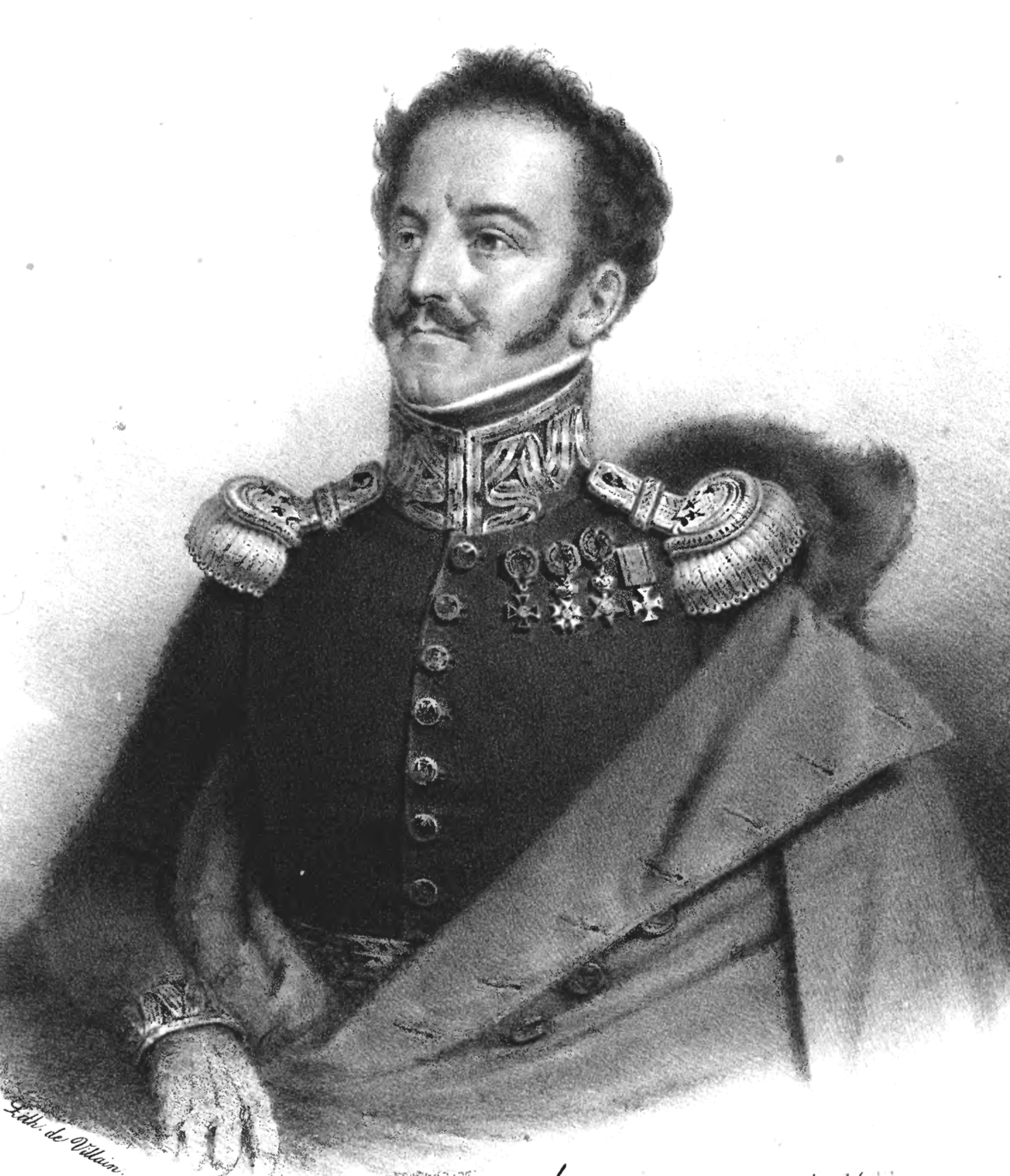
Jan Nepomucen Umiński

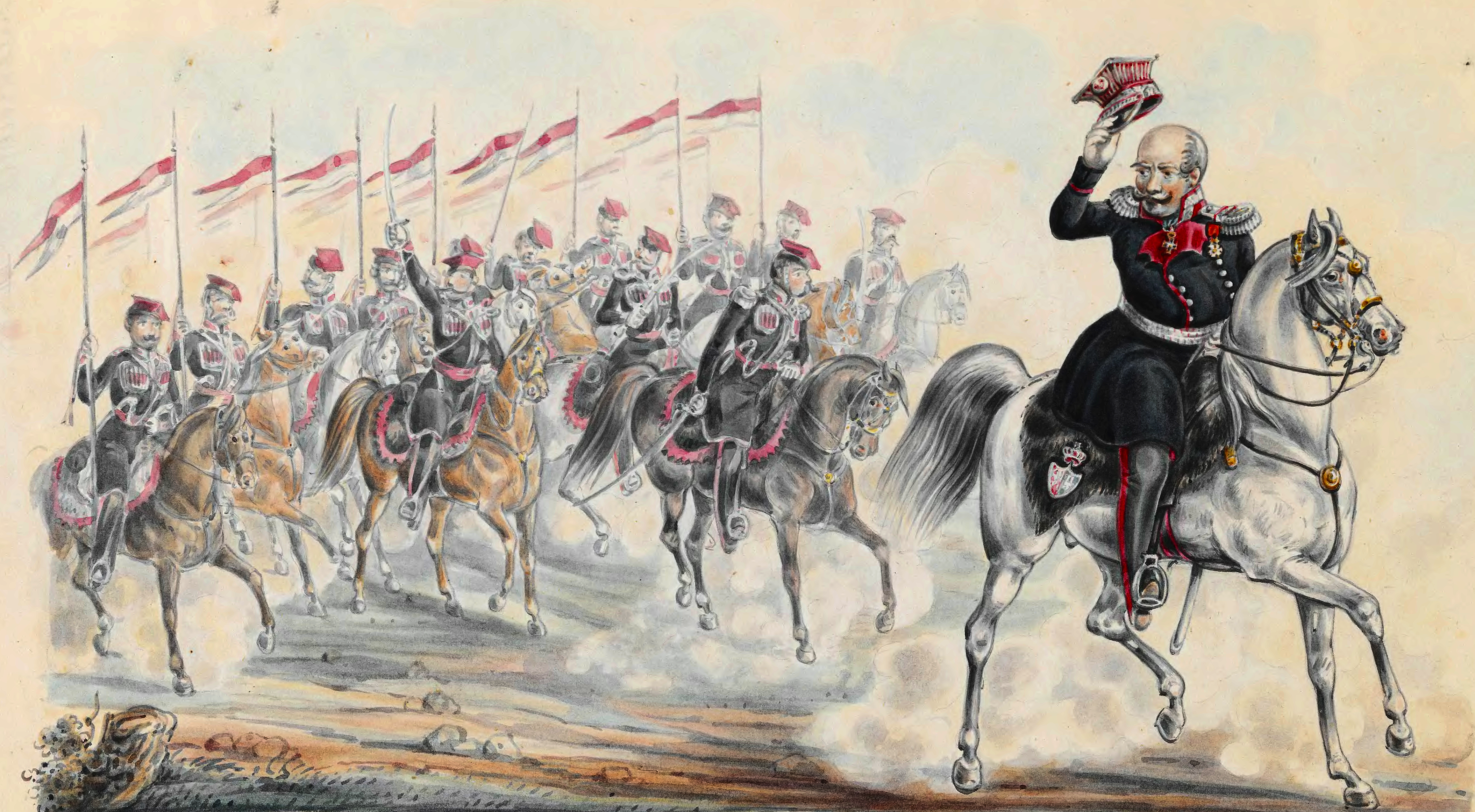
Generał Józef Dwernicki na czele szwadronu krakusów im. ks. Józefa Poniatowskiego

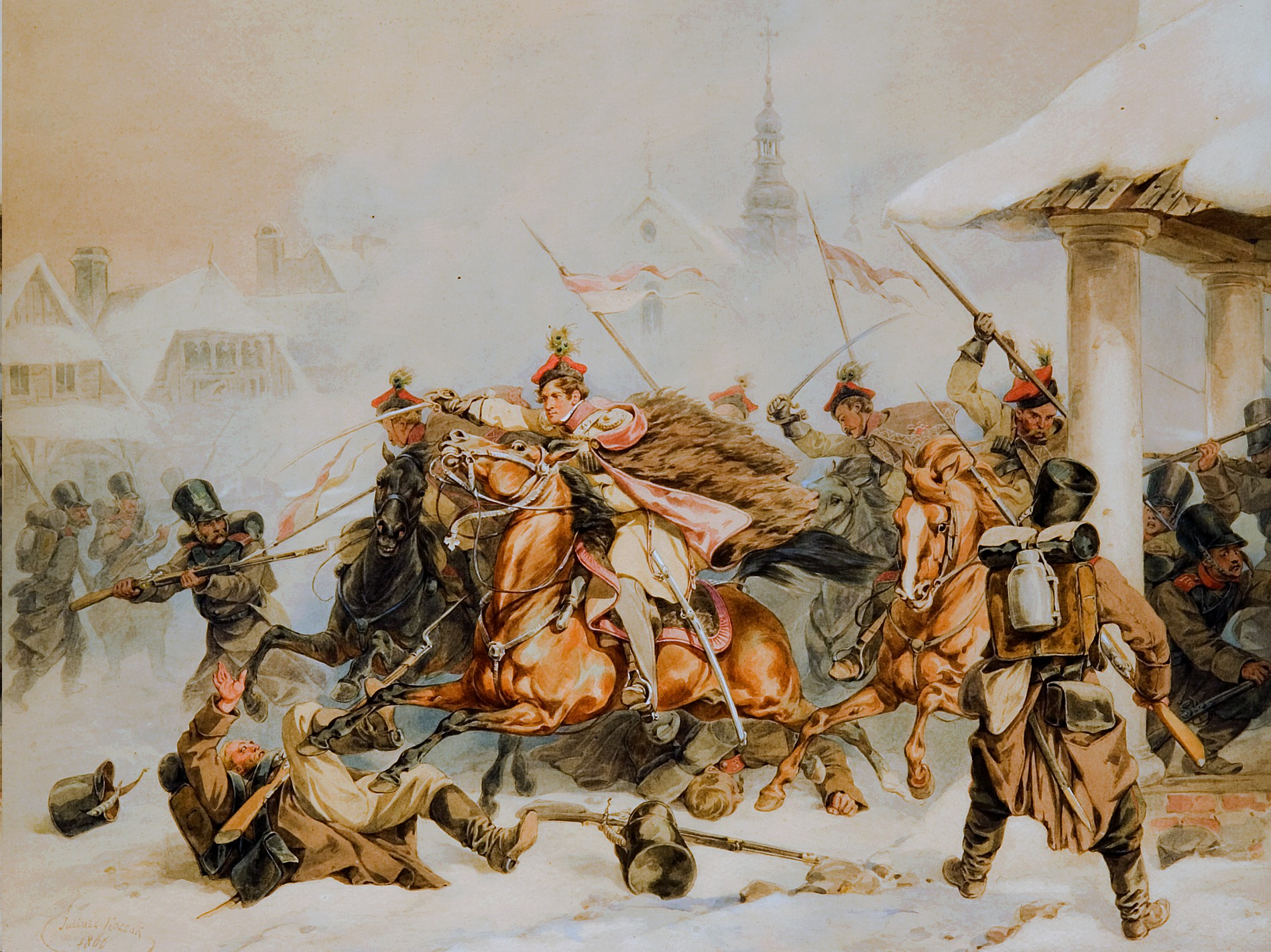
Szarża krakusów na Rosjan w Proszowicach w 1846, akwarela Juliusza Kossaka

Krakusi – nazwa lekkiej kawalerii wzorowanej na Kozakach. W II Rzeczypospolitej nazwa nadana Przysposobieniu Wojskowemu Konnemu. 

## Księstwo Warszawskie
Za początek powstania formacji krakusów należy uznać wydane przez Radę Ministrów Księstwa Warszawskiego Dekret 20 grudnia 1812 poboru z jeźdźców 50 dymowych z departamentów: krakowskiego, poznańskiego, kaliskiego i radomskiego do wojsk Księstwa Warszawskiego. W trakcie tego poboru uzupełniono stany pułków kawalerii liniowej oraz piechoty. Z nadwyżek, jakie pozostały, na rozkaz Wodza Naczelnego wojsk polskich ks. Józefa Poniatowskiego z 2000 jeźdźców zorganizowano nowy rodzaj kawalerii, której członków nazwano „krakusami”. Pułk ten organizował pośpiesznie major Kajetan Rzuchowski, przy pomocy dzielnego kpt. Boki. Nowością w wojsku stali się krakusi, spadkobiercy kosynierów kościuszkowskich. Improwizowana jazda lekka na wytrzymałych konikach, która oddała nieocenione usługi Napoleonowi i zyskała miano „polskich kozaków”.

### Kampania saska
Pułk Krakusów dowodzony od 20 marca 1813 roku przez płk. Aleksandra Oborskiego wyruszając z Krakowa 7 maja 1813 roku do Saksonii w składzie VIII korpusu (polskiego) pod komendą ks. Józefa Poniatowskiego miał 4 szwadrony po 220 koni. Pułk Krakusów wspólnie z 14 Pułkiem Kirasjerów, wszedł w skład 27 Brygady Kawalerii lekkiej Jazdy Straży Przedniej generała Jana Nepomucena Umińskiego.
Ks. Józef Poniatowski poprowadził kilkunastotysięczną armię przez Austrię do Saksonii, gdzie jako dowódca VIII korpusu Wielkiej Armii, walczył pod Lützen, następnie bronił pasma gór czeskich i walczył na lewym brzegu Łaby. 9 września pod Löbau VIII (polski) Korpus stoczył bitwę z przeważającą siłą i utrzymał się na pozycjach. 10 października pod Zedtlitz generał Pahlen usiłował zatrzymać maszerujące polskie kolumny. Poniatowski poprowadził szarżę kawalerii i w krwawej bitwie wziął 500 jeńców, przełamał opór przeciwnika i umożliwił sobie dalszy postęp w kierunku Lipska. 12 października, już blisko Lipska z Muratem, zostali przy śniadaniu zaskoczeni przez oddziały wroga. Poniatowski wskoczył na konia, przebił się i sprowadziwszy na czas kawalerię polską uratował sytuację. Zarekomendowany przez Murata, został w pierwszym dniu bitwy pod Lipskiem, 16 października, mianowany przez Napoleona marszałkiem Francji, co było jedynym takim wyróżnieniem dla cudzoziemca.

### Strój krakusów
Wyróżniali się strojem, który składał się z chłopskiej sukmany w kolorze granatowym lub białym, czapki rogatywki w kolorze czerwonym z kwadratowym wierzchem obramowanej czarnym barankiem na otoku. Ich uzbrojenie składało się z lanc wzoru kozackiego pozbawionych proporczyków, szabli różnych wzorów i pistoletów noszonych na smyczy.
Strój krakusów uległ zmianie w 1814 roku, po ich przejęciu przez płk. Józefa Dwernickiego, kiedy w Sedanie otrzymali oni kurtki tzw. wołoszki w kolorze granatowym, lamowane srebrną lub białą taśmą, z karmazynowymi kołnierzami i wyłogami oraz ozdobami z białych (oficerowie – srebrnych) sznurów. Na kurtkach na wzór ludów kaukaskich naszyto kieszenie na ładunki wzoru czerkieskiego. Otrzymali wtedy też okrągłe czapki koloru karmazynowego ozdobione promieniście sznurami srebrnymi lub białymi oraz kitkami z białych piór. Spodnie mieli koloru granatowego, obcisłe z lampasami karmazynowymi  (oficerowie – srebrnymi). Uzbrojenie zwiększono do dwóch pistoletów, a na lancach zakładano proporce w kolorze karmazynowo-białym.

### W wojsku Księstwa Warszawskiego
Pułk Krakusów wojsk Księstwa Warszawskiego, składający się czterech szwadronów po 220 jeźdźców każdy, stoczył swoją pierwszą walkę 12 marca 1813 r. pod Skarszewem. Następnie w składzie VIII Korpusu Polskiego pod dowództwem ks. Józefa Poniatowskiego walczył od sierpnia do października 1813 roku na terenie Czech i Saksonii. Toczył bitwy i potyczki m.in. pod Friedlandem (17 sierpnia), Georgenwaldem (4 września), Strohweidem (9 września), Neustadtem (15 września), Frohburgiem (29 września), Luntzenauem (30 września), Zehmą (4 października), Rothą (8 października), Zetlitzem (9 października) i Wachau (16 października). Wziął udział w bitwie pod Lipskiem (19 października), gdzie był w eskorcie ks. Józefa Poniatowskiego.
Następnie od 1 stycznia 1814 pułk pod dowództwem płk. Józefa Dwernickiego walczył na terenie Francji do marca 1814 (m.in. pod Claye w połowie marca 1814), kończąc swój szlak bojowy pod Paryżem (30 marca). Po abdykacji Napoleona I pułk wrócił do Polski. Jego część stanowiła honorową eskortę trumny z prochami ks. Józefa Poniatowskiego podczas przewożenia ich z Lipska do Warszawy. Pod koniec 1814 roku część żołnierzy tego pułku wcielono do 1 pułku ułanów, a resztę zdemobilizowano.

## W powstaniu listopadowym
Po wybuchu powstania listopadowego została z ochotników odtworzona formacja krakusów – utworzone dwa pułki, jeden samodzielny dywizjon oraz trzy samodzielne szwadrony. Ubiór krakusów zależał od okolic, gdzie tworzył się poszczególne pułk czy szwadron, lecz nawiązywał on do barw Pułku Krakusów Księstwa Warszawskiego. Składał się z białej sukmany z karmazynowym kołnierzem i wyłogami oraz kartuszami na piersiach, szarych spodni z lampasem karmazynowym, rogatywek z białym lub czarnym barankiem na otoku i brunatnych opończ. W ubiorze zachowano naszywane ładownice na piersiach. Uzbrojenie krakusów składało się z pistoletów, szabel oraz lanc z proporcem w kolorze amarantowo-białym.
Te nowo zorganizowane oddziały krakusów brały udział w wielu bitwach i potyczkach powstania listopadowego, m.in. Pułk Krakusów im. Tadeusza Kościuszki, dowodzony przez gen. Dwernickiego, odznaczył się w bitwie pod Boremlem w dniu 18 kwietnia 1831. Tradycyjnie też pełnili oni służbę w kwaterze Naczelnego Wodza. Oddziały zostały rozwiązane po upadku powstania listopadowego.
Następne oddziały krakusów zostały ponownie zorganizowane w trakcie powstania krakowskiego, gdy powstał oddział krakowski i trzy miechowskie.

## W powstaniu styczniowym
Także w trakcie powstania styczniowego istniało szereg oddziałów krakusów. Od innych oddziałów kawalerii odróżniały się one przede wszystkim strojem nawiązującym do stroju krakusów Księstwa Warszawskiego.

## Krakusi w II Rzeczypospolitej
Po odzyskaniu przez Polskę niepodległości odżyła idea ochotniczych oddziałów kawalerii – krakusów. Pierwszy taki oddział w sile dywizjonu powstał w Krakowie w 1920 roku, wkrótce jednak został wcielony do 208 pułku ochotniczego ułanów. W roku 1927 młody rotmistrz rezerwy Stanisław Młodzianowski, ziemianin z łęczyckiego, organizuje z własnej inicjatywy ochotniczy pluton krakusów z uczniów szkół średnich z Łęczycy i okolicznych parobczaków, podejmując z nimi trud kawaleryjskiego przysposobienia wojskowego. Podejmują ten ruch oficjalnie władze wojskowe w 1932 roku, popierają i otaczają opieką, organizując w całej Polsce krakusów, jako konne przysposobienie wojskowe (KPW) według opisu gen. bryg. Józef Olszyna-Wilczyński, który w latach 1935–1937 był dyrektorem Państwowego Urzędu Wychowania Fizycznego i Przysposobienia Wojskowego.

### Przysposobienie Wojskowe Konne (Krakusi) 1929-1939
Początki Przysposobienia Wojskowego Konnego sięgają 1927 kiedy to w powiecie łęczyckim rtm. rez. Stanisław Młodzianowski zorganizował oddział krakusów złożony z uczniów szkół średnich z Łęczycy – ochotników z własnymi końmi. Instruktorami zostali podoficerowie kawalerii. Władze II Rzeczypospolitej uznały, że formacja ta może być przydatna w koncepcjach obronnych i zaczęły organizować w całym kraju oddziały krakusów na zasadzie Przysposobienia Wojskowego Konnego (krakusów).
13 kwietnia 1937 minister spraw wojskowych mianował gen. bryg. Sergiusza Zahorskiego generałem do zleceń do spraw PWKon. przy I wiceministrze spraw wojskowych. W 1939 sprawy PWKon. znalazły się w kręgu zainteresowań Generalnego Inspektoratu Sił Zbrojnych czego wyrazem było powierzenie płk dypl. Zbigniewowi Brochwicz-Lewińskiemu funkcji oficera do prac PWKon. 
Opracowano pod redakcją ppłk. dypl. Włodzimierza Dunin-Żuchowskiego, podręcznik dla instruktorów i członków konnego przysposobienia wojskowego – KRAKUS wydany przez Główną Księgarnię Wojskową, w 1938 roku w Warszawie, który zawierał wcześniejsze dzieje krakusów (historię), musztrę, jazdę konną, naukę o koniu, władanie szablą i lancą, władanie bronią palną, szyki konne, służbę wartowniczą i polową. Oddziały krakusów podlegały Państwowemu Urzędowi Wychowania Fizycznego i Przysposobienia Wojskowego, którego dyrektorem był generał brygady Kazimierz Jędrzej Sawicki-Sawa pseud. „Prut”.

### Uzbrojenie krakusów
Oddziały uzbrojono w karabinki francuskie, szable i lance, które przechowywano na posterunkach policji, w oddziałach Wojska Polskiego lub Obrony Narodowej. Umundurowani byli w bluzy wojskowe, drelichowe z proporczykami koloru czerwonego, na których był trójkąt niebieski przylegający do podstawy proporczyka. Mundur uzupełniała rogatywka z czerwonym otokiem i lanca z proporczykiem.
Na podstawie rozkazu ministra spraw wojskowych z dnia 13 listopada 1936 z dniem 15 stycznia 1937 wszedł w życie nowy podział terytorialny dla 57 istniejących wówczas rejonów PWKon. (krakusów). 02 grudnia 1936 minister spraw wojskowych wyznaczył komendantów rejonów PWKon. przy dywizjach piechoty. Stanowisko komendanta rejonu PWKon. zostało zaszeregowane dla oficera sztabowego (majora) i włączone do etatu dowództwa dywizji piechoty.

### Szwadrony kawalerii dywizyjnej we wrześniu 1939 roku
Oddziały Przysposobienia Wojskowego Konnego (krakusi) w mobilizacji alarmowej miały wystawić 22 szwadrony kawalerii dywizyjnej, a kolejnych 5 szwadronów w mobilizacji powszechnej. Szwadrony przydzielone do poszczególnych dywizji piechoty miały spełniać funkcje pododdziału rozpoznawczego. Ponadto oddziały PWKon. stanowiły bazę mobilizacyjną dla plutonów zwiadu konnego w pułkach piechoty.
- 1 Dywizja Piechoty Legionów - mjr Bronisław Kulik
- 2 Dywizja Piechoty Legionów - mjr Stanisław Nakoniecznikoff-Klukowski
- 3 Dywizja Piechoty Legionów - mjr Jan Stanisław Podziemski
- 4 Dywizja Piechoty - mjr Franciszek Cymerman (Cimerman)
- 6 Dywizja Piechoty - rtm. Władysław Słuszko-Ciapiński
- 7 Dywizja Piechoty - mjr Kazimierz Mikołajewski
- 8 Dywizja Piechoty - mjr Jarosław Ciechanowski
- 9 Dywizja Piechoty - rtm. Władysław Czach
- 10 Dywizja Piechoty - mjr Bohdan Sawicki
- 13 Kresowa Dywizja Piechoty - mjr Franciszek Władysław Bednarski
- 14 Wielkopolska Dywizja Piechoty - mjr Mieczysław Żniński
- 15 Wielkopolska Dywizja Piechoty - mjr kaw. Jan Kazimierz Paszotta (do 4 marca 1938 roku - Kazimierz Paszota-Panieński)
- 16 Pomorska Dywizja Piechoty - mjr Stefan Mosiński
- 17 Wielkopolska Dywizja Piechoty - mjr Władysław Kazimierz Szczerbik
- 18 Dywizja Piechoty - rtm. Józef Ludwik Rudnicki
- 19 Dywizja Piechoty - mjr Mieczysław Gawryłkiewicz
- 20 Dywizja Piechoty - mjr Władysław Michał Gajewski
- 21 Dywizja Piechoty Górskiej - rtm. Zygmunt Marian Bargiel
- 22 Dywizja Piechoty Górskiej - mjr Czesław Jakóbiak
- 23 Górnośląska Dywizja Piechoty - mjr Bronisław Rostowski
- 24 Dywizja Piechoty - mjr Tadeusz Klepacki
- 25 Dywizja Piechoty - rtm. Antoni II Paszkowski
- 26 Dywizja Piechoty - mjr Stefan Marian Choroszewski
- 27 Dywizja Piechoty - mjr Mieczysław Ipohorski-Lenkiewicz
- 28 Dywizja Piechoty - mjr Jan K. Motz
- 29 Dywizja Piechoty - mjr Wacław Linhardt
- 30 Poleska Dywizja Piechoty - rtm. Tadeusz Schollenberger
- Lądowa Obrona Wybrzeża, Gdyński Szwadron Krakusów - kpt. Mieczysław Budek

Szwadron kawalerii dywizyjnej nr 5 przeznaczony dla 5 DP mobilizował 14 pułk Ułanów Jazłowieckich, a zalążki wydzielał szwadron Policji Państwowej we Lwowie. 
Szwadrony kawalerii dywizyjnej przeznaczone dla 11 DP, 12 DP, 33 DP rez., 35 DP rez., 36 DP rez. i 38 DP rez. mobilizowały szwadrony kawalerii KOP „Zaleszczyki”, „Hniliszki”, „Olkieniki”, „Nowe Święciany”, „Czortków” oraz „Stołpce” i „Kleck” dla ostatniej z wymienionych wielkich jednostek piechoty.
- 5 Dywizja Piechoty – rtm. rez. Władysław Suchenek Suchecki
- 11 Karpacka Dywizja Piechoty – rtm. Józef Dąbrowski
- 12 Dywizja Piechoty – rtm. Jan Bilewicz
- 33 Dywizja Piechoty (rezerwowa) - rtm. Stanisław Kowalewski
- 35 Dywizja Piechoty (rezerwowa) - rtm. Romuald Dowbor
- 36 Dywizja Piechoty (rezerwowa) - rtm. Bronisław Riczka
- 38 Dywizja Piechoty (rezerwowa) - rtm. Stanisław Neyman
- 39 Dywizja Piechoty (rezerwowa) - ?
- 41 Dywizja Piechoty (rezerwowa) - mjr Józef Sienkiewicz
- 44 Dywizja Piechoty (rezerwowa) - ?
- 45 Dywizja Piechoty (rezerwowa) - ?
- 50 Dywizja Piechoty (rezerwowa) - kpt. Józef Godlewski
- 55 Dywizja Piechoty (rezerwowa) - ppor. Józef Koc
- 60 Dywizja Piechoty - ppłk. Anatol Dworenko-Dworkin ("Bałachowiec")
- Dywizja Piechoty gen. J Wołkowickiego - rtm. Jan Tyblewski

#### Struktura organizacyjna szwadronu kawalerii dywizyjnej w 1939
Etat wojenny
- Dowódca szwadronu
  - Szef szwadronu
- 4 plutony liniowe
- Pluton ciężkich karabinów maszynowych
- Pluton łączności
- Drużyna administracyjno-gospodarcza z taborem

Stan osobowy
- Oficerów – 7 (2 oficerów służby stałej, 5 oficerów rezerwy)
- Podoficerów – 6 służby stałej, pozostali rezerwiści
- Ułani i podoficerowie – 245 (rezerwiści)

Wyposażenie i uzbrojenie
- Konie – 272
- Ręczne karabiny maszynowe – 4
- Ciężkie karabiny maszynowe – 4 (na taczankach)
- Radiostacja – 1
- Broń osobista żołnierzy: karabinki, pistolety, szable, lance